# Zmanjšan potisk (letalski motor)
Zmanjšan potisk letalskih motorjev (ang. FLEX: Flexible temperature) je tehnika, se uporablja reaktivnih letalih. Večina reaktivnih letal ima veliko rezervo potiska, še posebej je to očitno pri dvomotornih - dvomotorna letalo morajo imeti sposobnost leta na samo enem operativnem motorju. Tako se skoraj vedno uporablja zmanjšan potisk, tudi če so letala težje naložena ni vedno potreben maksimalni potisk.
Zmanjšan potisk zmanjša obrabo motorjev, zmanjša stroške vzdrževanja in poveča življenjsko dobo motorja. Pri manjših močeh je tudi manjša verjetnost poškodb motorja, manjši je tudi hrup. Na nekaterih mestnih letališčih je zaradi hrupa obvezna uporaba zmanjšanega potiska. Je pa pri zmanjšanem potisku potrebna daljša vzletna steza.
Obstaja več načinov zmanjšanja potiska, najbolj preprosto je ročno nastaviti potisk. Pri modernih letalih s FMS in autothrottle-om lahko pilot nastavi 1. stopnjo, ki zmanjša maksimalni potisk za 10% in 2. stopnjo, ki zmanjša potisk še za nadaljnjih 10%. Obstaja pa tudi druga pot, tako da pilot spremeni (zviša) t. i. flex temperaturo (tudi assumed temperature). Tako se potisk zmanjša za največ do okrog 40%. Če je potreben maksimalni potisk, lahko pilot kadarkoli potisne ročice v TO/GA (take off/go around) položaj in tako motor razvija največjo moč.
Prazen Boeing 777 z maksimalnim potiskom lahko pospeši do 100 km/h v okrog 6 sekundah, hitrost vzpenjanja je primerljiva s težko naloženimi lovskimi letali.